# 拉杜什金
54°34′N 20°10′E / 54.567°N 20.167°E
拉杜什金 （俄语：Ла́душкин）是俄羅斯加里寧格勒州西南部的一個城市。2002年人口3,796人。
1314年建立。1945年前屬德國，稱為Ludwigsort，後以一名在附近陣亡的蘇聯紅軍命名。